# Love Takes Time
Love Takes Time – drugi singiel amerykańskiej wokalistki Mariah Carey z jej tytułowego albumu wydany 11 września 1990 roku nakładem wytwórni Columbia Records. Utwór został napisany przez Carey oraz Bena Marguliesa, natomiast produkcją zajął się Walter Afanasieff. Wokalistka bardzo szybko nagrała piosenkę, gdy jej debiutancki krążek zakończył swoją produkcję i był gotowy do premierowego wydania na całym świecie. Demo singla zostało puszczone dawnemu szefowi Columbii, Donowi Iennerowi lecąc prywatnym samolotem. Będąc zachwycony ciężką pracą artystki, on oraz szefostwo byli niechętni do dodania utworu do nadchodzącego albumu, który był już prawie gotowy. Ostatecznie nie znalazła się ona na albumie, gdyż Carey sprzeciwiała się skandalowi decyzyjnemu. Wcześniej „Love Takes Time” nie znajdowało się na początkowej trackliście debiutanckiego albumu wokalistki, jednakże do dziś już się znajduje na jego różnych wersjach wydanych przez Sony Music.
Piosenka była dobrze przyjęta przez krytyków muzycznych i uzyskała kolejny sukces tak jak debiutancki singiel Carey, „Vision of Love” osiągając szczyt Canadian Hot 100, oraz Billboard Hot 100, będąc na miejscu pierwszym przez trzy tygodnie, gdy utwór znalazł się na szycie już w dziewiątym tygodniu. Niestety, nie przyjęto dobrze sukcesu komercyjnego „Love Takes Time” w Europie, gdzie np. na liście UK Singles Chart znalazł się on w Top 40. Czarno-biały klip akompaniujący utworowi przedstawia Carey chodzącą po plaży. Singiel znajduje się na różnych kompilacjach wokalistki, tj. #1’s z 1998 roku, Greatest Hits z 2001 roku, czy Number 1 To Infinity z 2015 roku. Artystka rozpoczęła silną promocję singla wykonując go w programie The Arsenio Hall Show, a także później na takich wydarzeniach jak Mariah's Thanksgiving NBC Special. Od premiery singla do dziś wystąpiła z nim na dowolnych eventach, tj. MTV Unplugged, Music Box Tour, czy na trasie koncertowej promującej kompilację Number 1 To Infinity.

## Nagrywanie
Debiut Mariah był już na ukończeniu, gdy Mariah i Ben Margulies nagrali tę piosenkę. „Ja grałem na pianinie na żywo, a ona śpiewała. To była totalna improwizacja”, wspomina Margulies.
Mariah była na minitrasie koncertowej w 10 stanach i zaśpiewała tę piosenkę w samolocie firmowym. „Wszyscy ważni goście byli wtedy na pokładzie: Mottola, Iewner i Bobby Colomby”. Byli oczarowani tym demem. Mariah chciała, by piosenka znalazła się na kolejnym albumie.
Demo zostało wysłane do producenta Waltera Afanasieffa. Po wyprodukowaniu kawałka, Mottola był tak zadowolony, że Afanassief stał się jednym z generalnych producentów w Columbia Records.
„Myślę, że Tommy dobrze zrobił, dzwoniąc do mnie”, powiedział Afanasieff. „Musimy skończyć album Mariah, ale napisała ona z Marguliesem fenomenalną piosenkę i chciałbym, aby znalazła się ona na jej debiucie”. „Co chcesz, abym zrobił?”, zapytał Afanasieff, gdy Mottola do niego zadzwonił. „Chcę, abyś wyprodukował tę piosenkę jak najszybciej”. Afanasieff powiedział, że „był oczarowany propozycja, ponieważ była to jego pierwsza samodzielna produkcja”.
Demo było bardzo podobne do końcowej wersji piosenki, którą Mottola sobie zażyczył. „Nagraliśmy muzykę i bazę w jeden dzień. Mieliśmy problem z końcówką. Było to tak, że jeżeli jej nie napiszemy, to piosenka będzie klapą. Następnie polecieliśmy do studia w Nowym Jorku, aby Mariah zaśpiewała nam piosenkę. Prawie całą noc śpiewała... Zabraliśmy taśmę i polecieliśmy z powrotem do Sausalito i zmiksowaliśmy piosenkę. Była to trzydniowa robota: 1,5 dnia na muzykę, coś jak dzień na wokale i dzień na miksowanie piosenki”.
Do Afanasieffa zadzwoniło kierownictwo Columbia zaraz po otrzymaniu piosenki. Chcieli, aby wokale Mariah były wyraźniejsze, więc Afanasieff szybko zremiksował piosenkę i wysłał ją do wytwórni. Gdy zapytał, czy znajdzie się ona na debiucie Mariah, odpowiedziano mu, że starają się, aby tak było.
Zaraz po wydaniu albumu, okazało się, że lista utworów nie uwzględnia „Love Takes Time”. „Na pierwszych kopiach płyty nie było informacji o tej piosence” śmieje się Margulies. „To znaczy, że piosenka tam jest, ale nikt o tym nie wie. Nie wiem, co później zrobili z tymi kopiami, czy ich przypadkiem nie wyrzucili”.

## Opinie
„Love Takes Time” było sukcesem tak samo, jak „Vision of Love”. Na Billboard Hot 100 piosenka spędziła 9 tygodni, z czego 3 na szczycie listy (od 10 do 24 listopada 1990). Przez 17 tygodni znajdowała się na liście najlepszych 40 singli RIAA, za co pokryła się złotem. Singel znalazł się na każdej liście Billboard, ale na końcoworocznych listach nie radził sobie za dobrze, ze względu na rozłożenie jego sukcesu na okres 2 lat. Pod koniec 1990 roku znajdował się on na 76. pozycji, a pod koniec 1991 – na 69.
Jednak „Love Takes Time” nie radził sobie tak dobrze, jak jego poprzednik w USA. Tylko w Kanadzie, gdzie przez 1 tydzień był na szczycie listy i na Filipinach, gdzie był drugim singlem #1 wokalistki zdobył popularność. „Love Takes Time” znalazł się w pierwszej 10 w Nowej Zelandii i Izraelu, pierwszej 20 w Australii i w pierwszej 40 w Wielkiej Brytanii i Holandii, ale w Niemczech nie znalazł się nawet w pierwszej 40.
Mimo tego, że singel nie zdobył aż tylu nagród, co poprzednik, to został nominowany do 2 nagród BMI Pop Award.

## Teledysk i inne wersje piosenki
Teledysk został nakręcony przez Jeba Biena i Waltera Masera, gdzie Carey idzie na około plaży za mężczyzną niosącym swój bagaż przez Venice Beach w Kalifornii. Teledysk nie znajduje się na #1’s, bo Mariah wstydziła się go.
Kelly Clarkson nagrała cover tej piosenki na swoją minitrasę w 2003 roku.

## Lista utworów
U.S. CD single (cassette single/7" single)
1. „Love Takes Time” (album version)
2. „Sent from up Above” (album version)

UK CD 5" single
1. „Love Takes Time” (album version)
2. „Vanishing” (album version)
3. „You Need Me” (album version)

## Pozycje na listach przebojów
| Lista (1990)                                    | Najwyższa pozycja |
| ----------------------------------------------- | ----------------- |
| Australia ARIA Singles Chart                    | 14                |
| Canadian Singles Chart                          | 1                 |
| German Singles Chart                            | 75                |
| Israeli Singles Chart                           | 9                 |
| New Zealand RIANZ Singles Chart                 | 9                 |
| Dutch Top 40                                    | 24                |
| The Philippines Singles Chart                   | 1                 |
| UK Singles Chart                                | 37                |
| U.S. ARC Weekly Top 40                          | 1                 |
| U.S. Billboard Hot 100                          | 1                 |
| U.S. Billboard Hot R&B/Hip-Hop Singles & Tracks | 1                 |
| U.S. Billboard Adult Contemporary               | 1                 |